# Solférino (métro de Paris)
Pour les articles homonymes, voir Solférino.
Solférino est une station de la ligne 12 du métro de Paris, située dans le 7e arrondissement de Paris.

## Situation
La station est implantée à la limite administrative entre le quartier Saint-Thomas-d'Aquin à l'est et le quartier des Invalides à l'ouest. Orientée selon un axe nord-ouest/sud-est, elle se trouve sous le boulevard Saint-Germain à hauteur de l'intersection avec la rue de Bellechasse, et s'intercale approximativement à mi-parcours entre les stations Assemblée nationale et Rue du Bac.

## Histoire
La station est ouverte le 5 novembre 1910 avec la mise en service du premier tronçon de la ligne A de la Société du chemin de fer électrique souterrain Nord-Sud de Paris (dite Nord-Sud), entre Porte de Versailles et le terminus provisoire de Notre-Dame-de-Lorette.
Elle doit sa dénomination à sa proximité avec la rue de Solférino, dont le nom commémore la bataille de Solférino, qui s'est déroulée le 24 juin 1859 dans la commune italienne de Solférino.
Le 27 mars 1931, la ligne A devient l'actuelle ligne 12 du métro à la suite de l'absorption de la société du Nord-Sud le 1er janvier 1930 par sa concurrente : la Compagnie du chemin de fer métropolitain de Paris (dite CMP), qui gère la concession de l'essentiel des autres lignes du réseau.
La station porte comme sous-titre Musée d'Orsay à la suite de l'inauguration du musée national précité en 1986, à moins de 300 mètres au nord-est. Ce sous-titre est cependant absent sur les quais, la typographie « Nord-Sud » du nom de la station incorporé dans la faïence ne s'y prêtant pas. Les carreaux de faïence blancs sont issus des faïenceries Boulenger de Choisy-le-Roi.
Le 1er avril 2024, la RATP met en place des plaques nominatives de remplacement par-dessus la moitié des faïences murales incorporant le nom de la station sur les quais, afin de faire un poisson d'avril le temps d'une journée tout en mettant les Jeux olympiques et paralympiques d'été de 2024 à l'honneur, comme dans treize autres stations sur le réseau. Par jeu de mots humoristique, Solférino devient ainsi « Surférino » en référence aux épreuves de surf.

### Fréquentation
Selon les estimations de la RATP, la station a vu entrer 2 073 832 voyageurs en 2019, ce qui la place à la 240e position des stations de métro pour sa fréquentation sur 302,. En 2020, avec la crise du Covid-19, son trafic annuel tombe à 923 536 voyageurs, la reléguant alors au 250e rang, avant de remonter progressivement en 2021 avec 1 269 143 entrants comptabilisés, ce qui la rétrograde cependant à la 254e position des stations du réseau pour sa fréquentation sur 304 cette année-là,.

## Services aux voyageurs

### Accès
La station dispose de trois bouches de métro, dont deux accès et une sortie secondaire :
- l'accès no 1 « Place Jacques-Bainville », constitué d'un escalier fixe orné d'un entourage en céramique et en fer forgé dans le style caractéristique du Nord-Sud, débouchant au nord de la place face au boulevard Saint-Germain ;
- l'accès no 2 « Rue de Bellechasse - Musée d'Orsay », constitué d'un escalier mécanique montant permettant uniquement la sortie, se trouvant face au no 258 du boulevard Saint-Germain ;
- l'accès no 3 « Rue Saint-Dominique », constitué d'un escalier fixe agrémenté d'une balustrade de style Nord-Sud, se situant à l'angle formé par cette rue et le boulevard Saint-Germain, au droit du no 223 de ce dernier.

Accès à la station
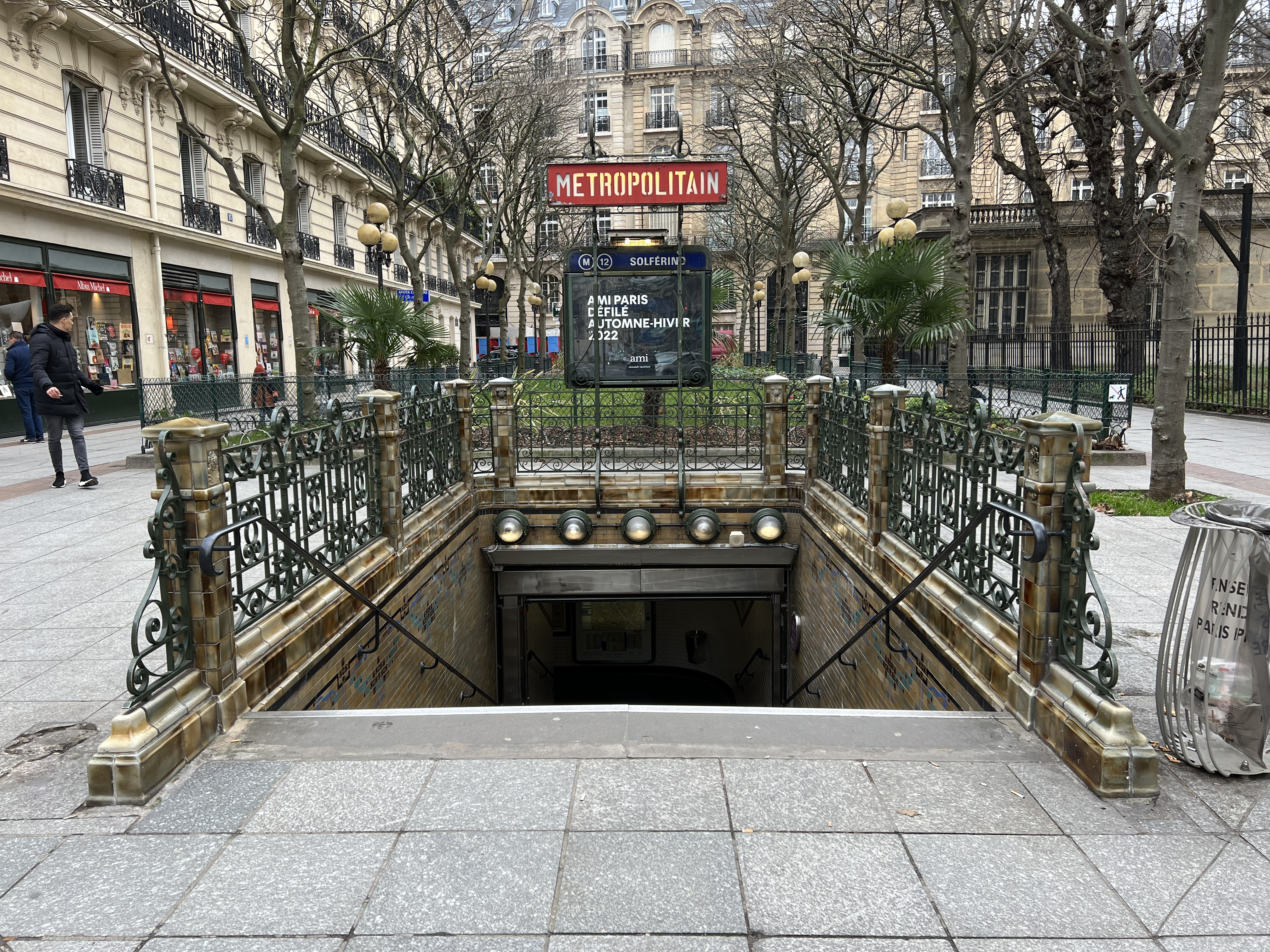
L'accès no 1, « Place Jacques-Bainville ».
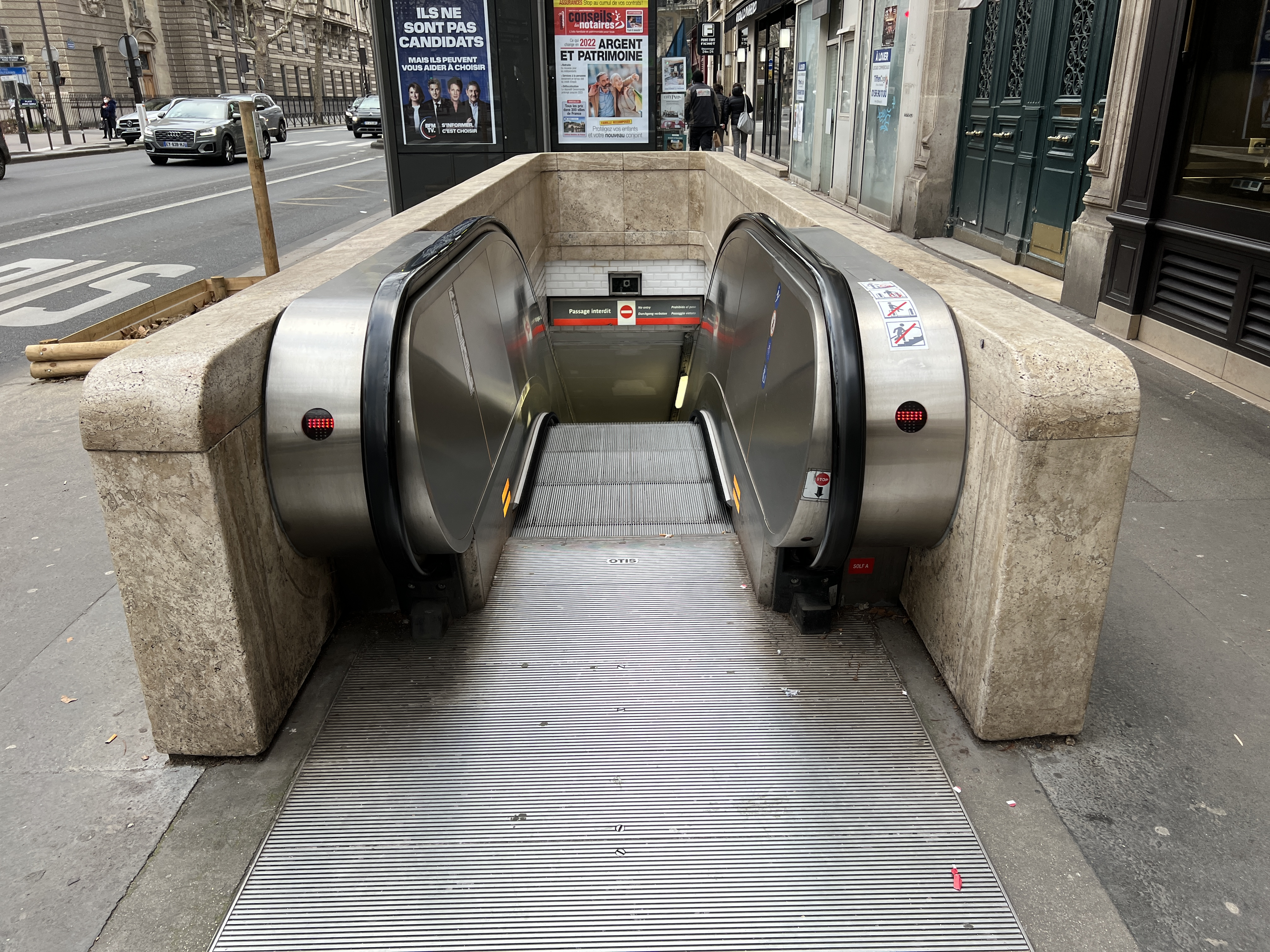
La sortie no 2, « Rue de Bellechasse ».
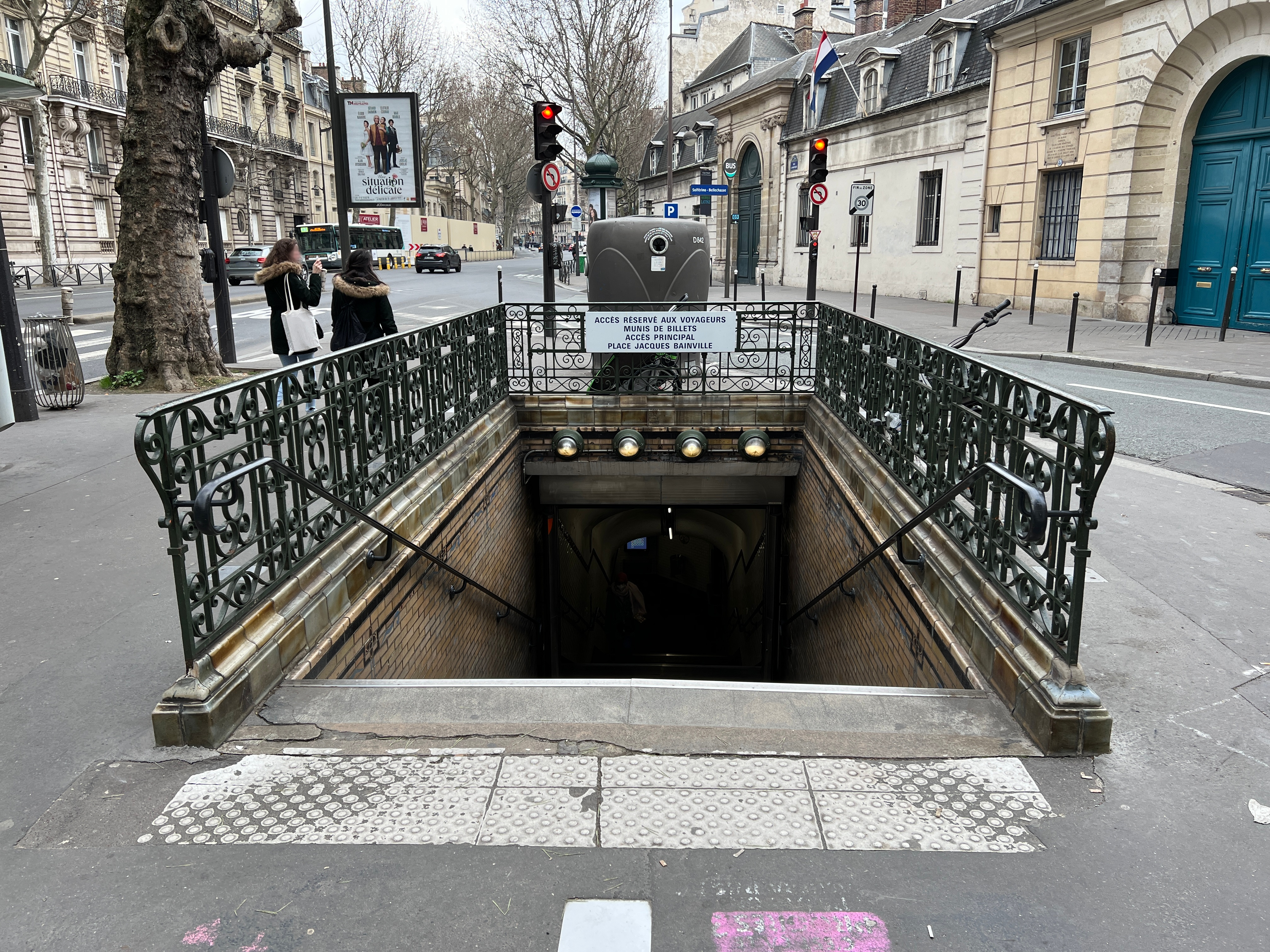
L'accès no 3, « Rue Saint-Dominique ».

### Quais
Solférino est une station de configuration standard pour le métro de Paris : elle possède deux quais, d'une longueur conventionnelle de 75 mètres, séparés par les voies du métro situées au centre et la voûte est semi-elliptique, forme spécifique aux anciennes stations du réseau Nord-Sud dont la partie inférieure des piédroits était verticale et non courbée.
La décoration en céramique est dans le style caractéristique de cette compagnie, de couleur marron comme il en est d'usage dans les stations sans correspondance, selon les codes graphiques de l'ancien réseau Nord-Sud. Cette teinte s'applique aux cadres publicitaires et aux entourages du nom de la station, en faïence avec des motifs végétaux et lettres « NS » entrelacées en relief, ainsi qu'aux dessins géométriques en carreaux biseautés sur les piédroits et la voûte. Le nom de la station est incorporé dans la céramique murale en blanc sur fond bleu, de petite taille au-dessus des publicités et de très grande taille entre celles-ci, tandis que les anciennes directions de la ligne (Montmartre au nord et Montparnasse au sud) sont inscrites sur la faïence des tympans, au-dessus de l'entrée des tunnels. Ces ornements sont mariés avec les traditionnels carreaux en céramique blancs biseautés du métro de Paris, lesquels recouvrent les piédroits, la voûte ainsi que les tympans. L'éclairage est assuré par deux bandeaux-tubes suspendus et des bancs en lattes de bois sont à disposition des voyageurs.
La station est avec Porte de la Chapelle une des deux seules de la ligne à avoir conservé son style « Nord-Sud » originel sur ses quais sans jamais avoir été rénovée à l'identique.

Quais de la station
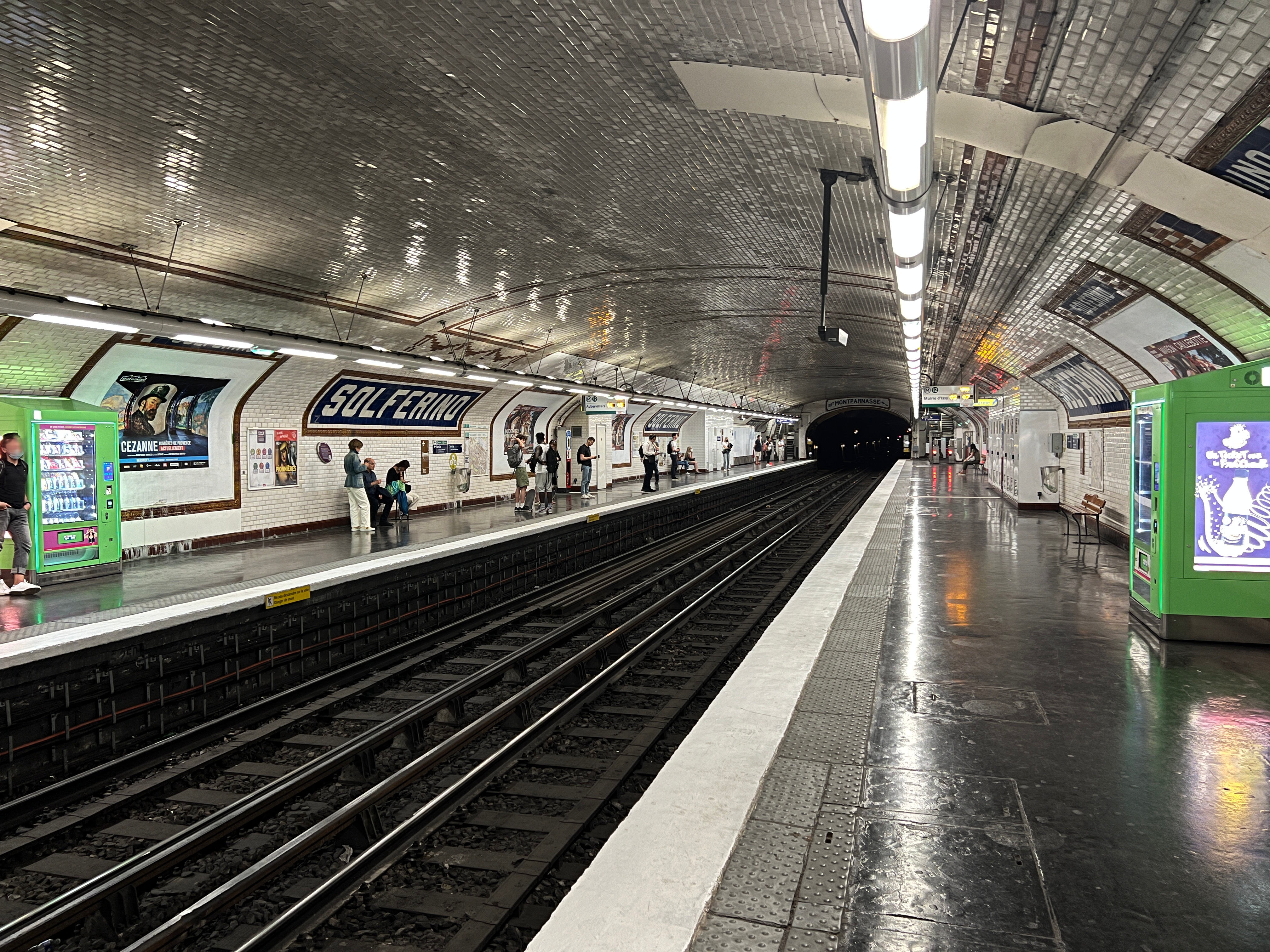
Les quais vus en direction de Mairie d'Issy.
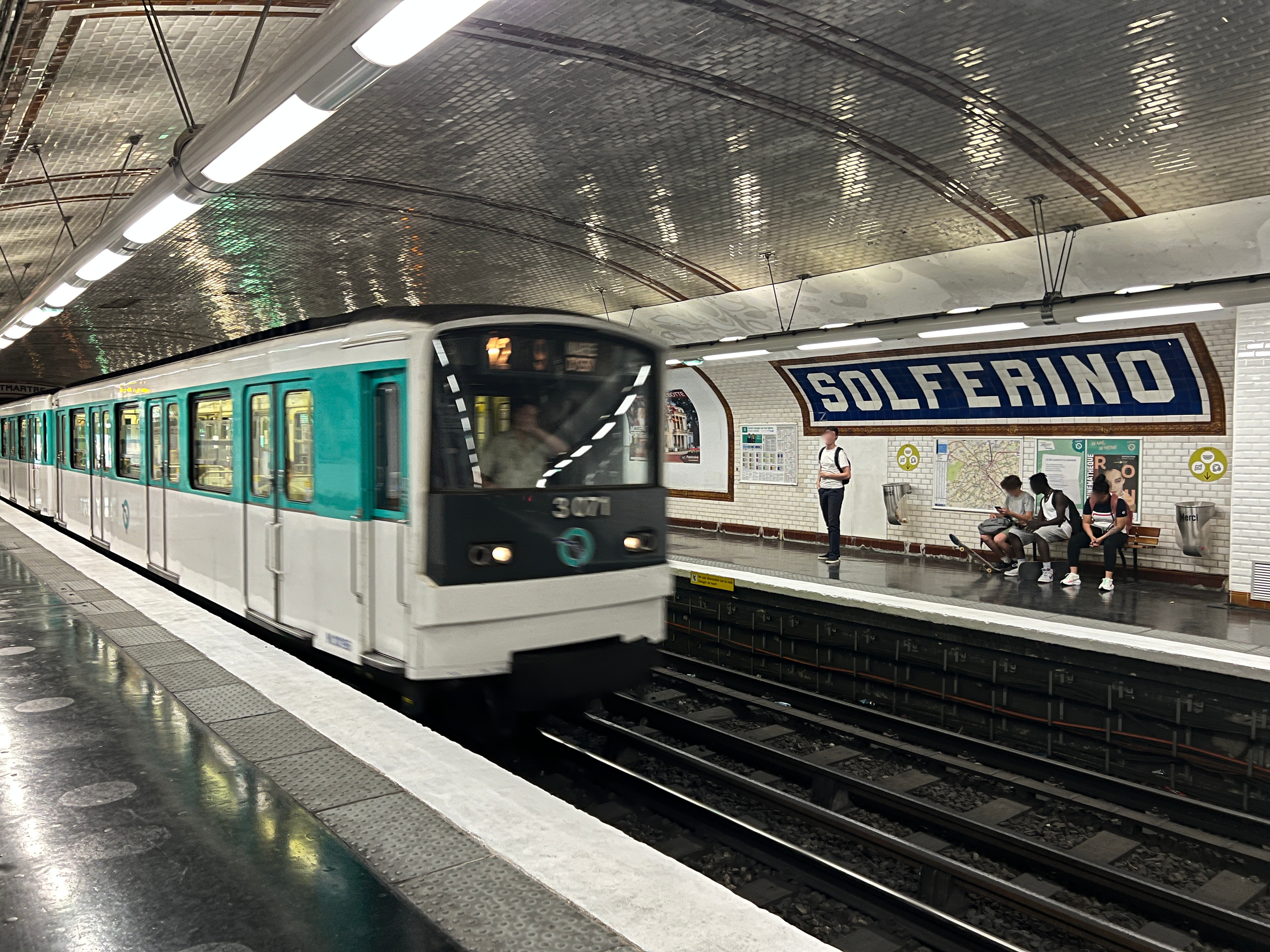
Rame MF 67 pour Mairie d'Issy entrant en station.
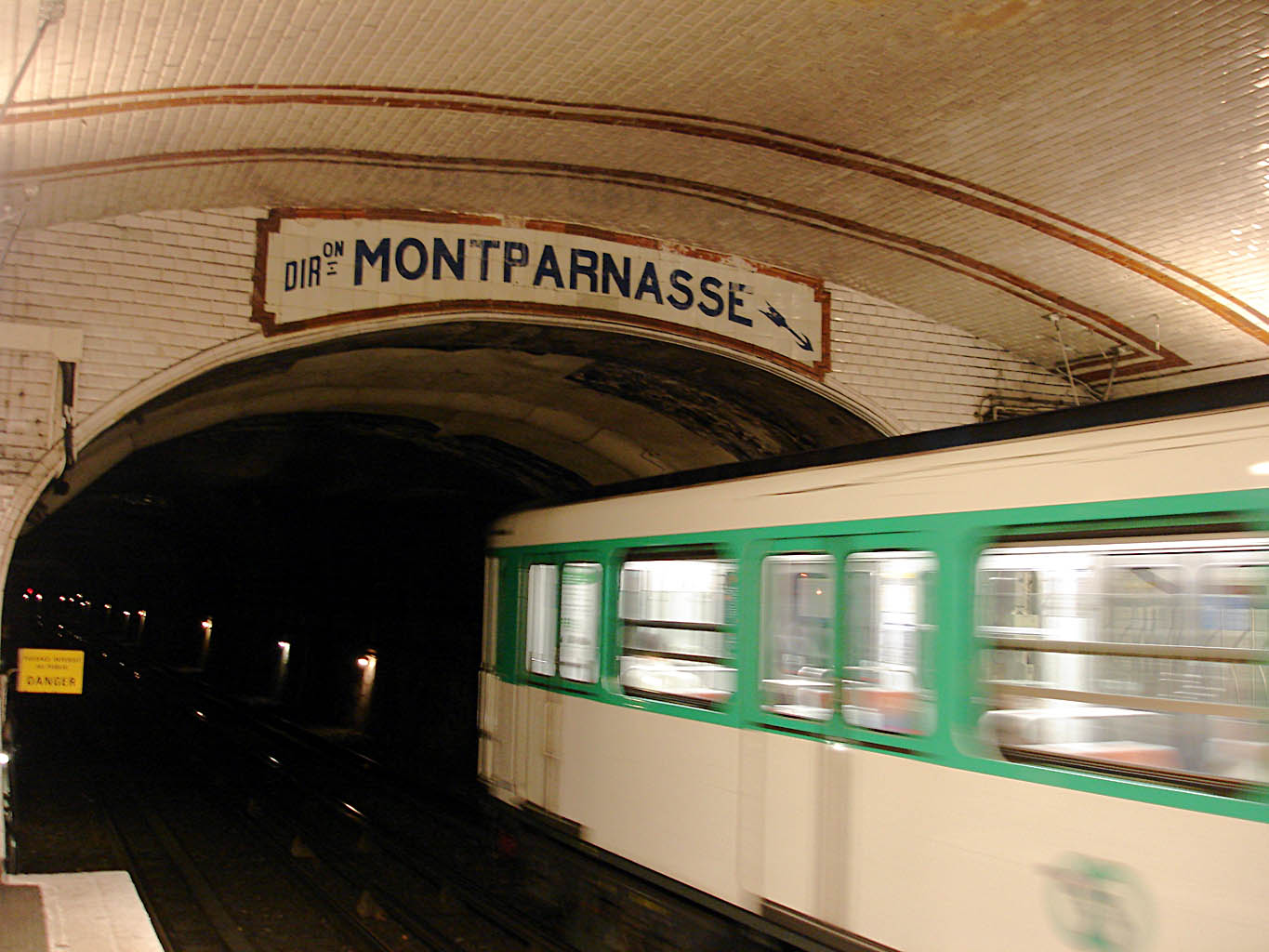
Céramique Nord-Sud directionnelle sur le tympan.
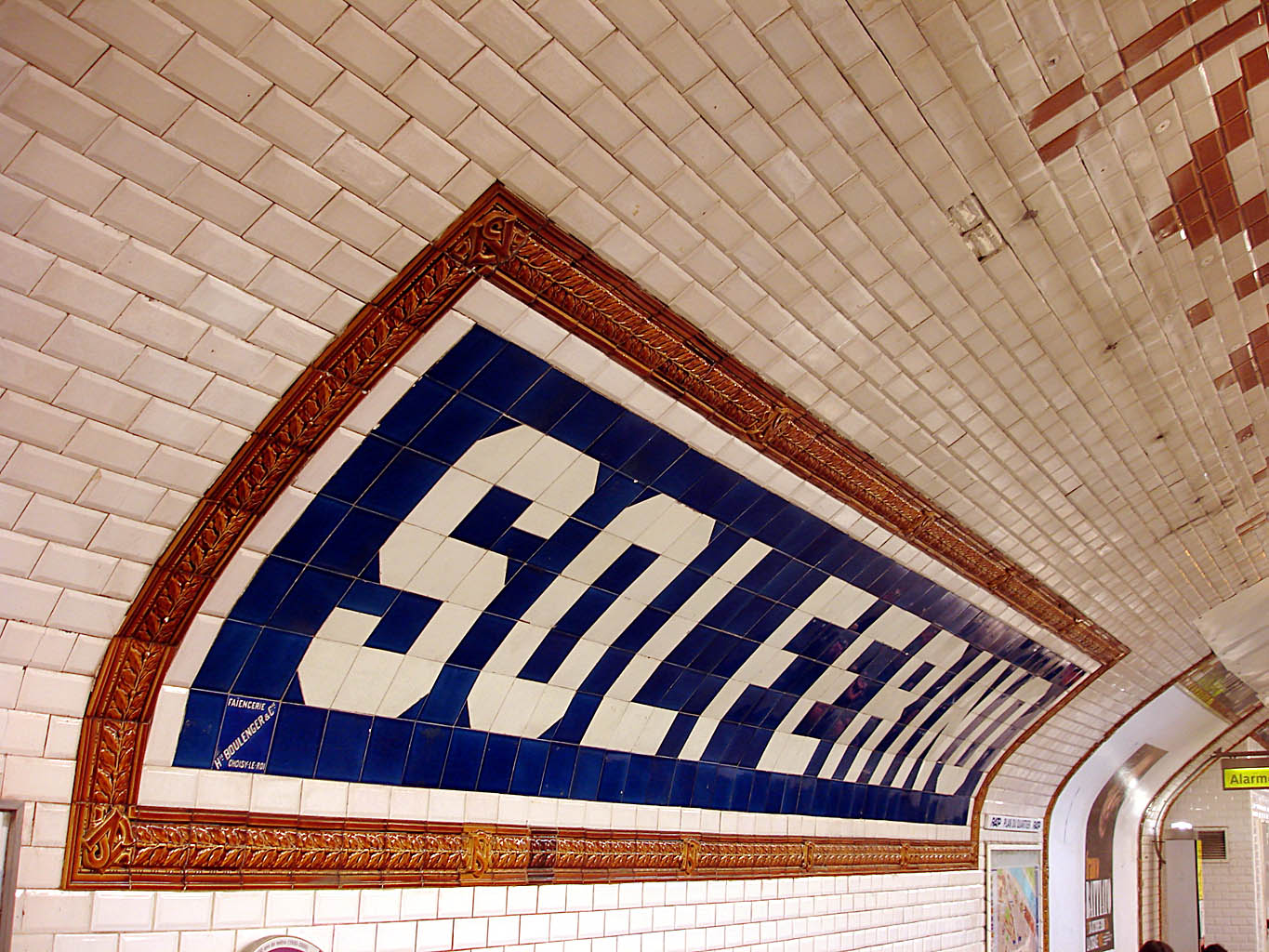
Faïence murale incorporant le nom de la station.
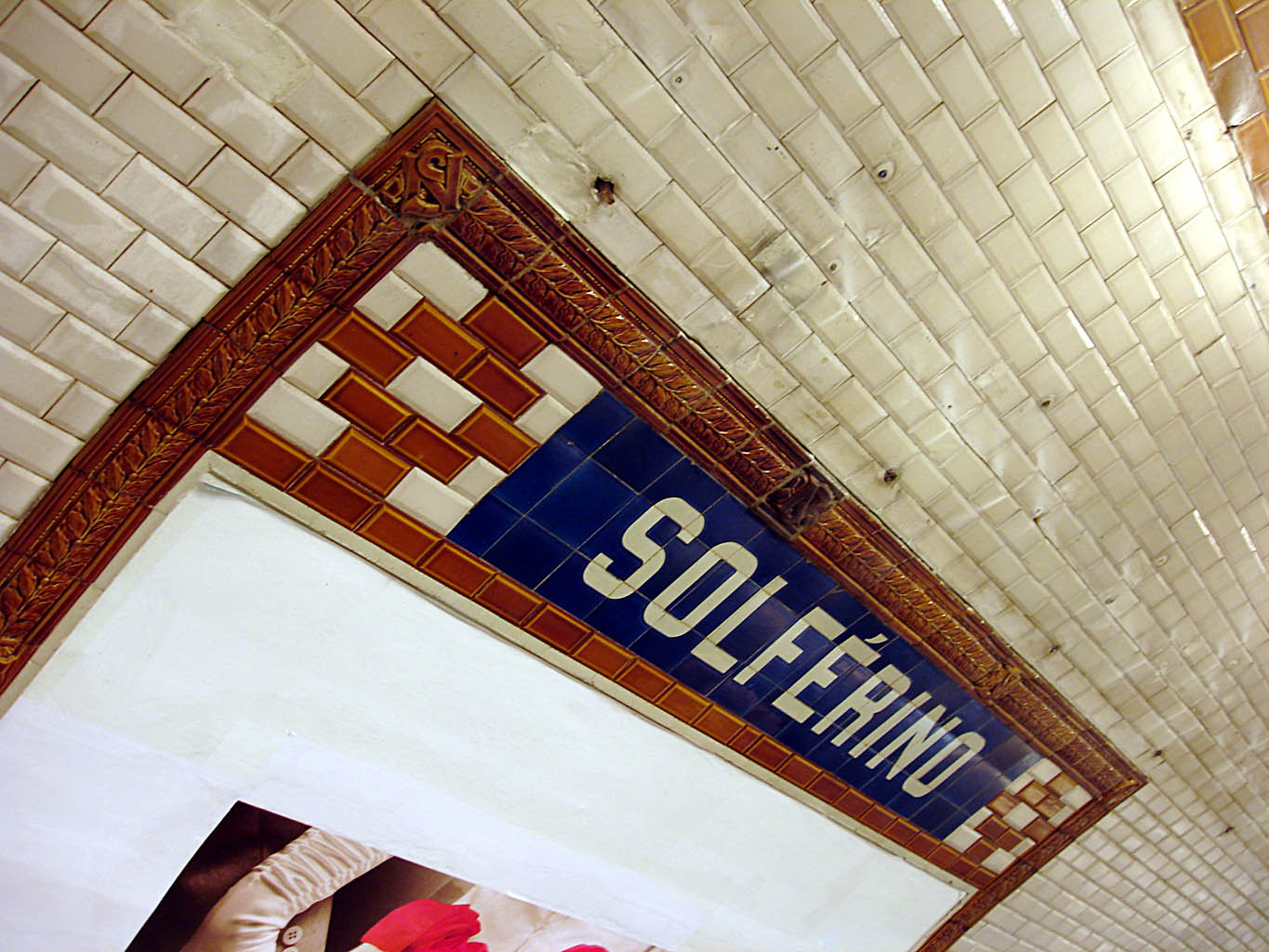
Cadre publicitaire marron de style Nord-Sud.

### Intermodalité
La station est desservie par les lignes 63, 68, 69, 73, 83, 84, 87 et 94 du réseau de bus RATP et, la nuit, par la ligne N02 du réseau Noctilien.
Une correspondance par la voie publique est possible avec la gare du Musée d'Orsay, sur la ligne C du RER, en empruntant la rue de Bellechasse vers le nord-est. De par l'absence de liaison souterraine avec la station de métro, cette connexion figure en pointillé sur les plans de la ligne 12, tandis qu'elle est reprise sans distinction particulière sur le plan du RER C.

## À proximité
- Square Samuel-Rousseau
- Basilique Sainte-Clothilde
- Hôtel de Brienne (siège du Ministère des Armées)
- Hôtel de Rochechouart (siège du Ministère de l'Éducation nationale)
- Mairie du 7e arrondissement
- Palais de la Légion d'honneur
- Musée d'Orsay
- Port de Solférino
  - Promenade Édouard-Glissant
- Passerelle Léopold-Sédar-Senghor

## Filmographie
Une scène de la publicité pour le parfum L'Interdit de Givenchy (2018) a été tournée dans l'escalier d'accès débouchant sur la place Jacques-Bainville[réf. nécessaire].